# Angus Deaton
Sir Angus Stewart Deaton (* 19. října 1945) je skotský a americký mikroekonom. V současné době působí jako profesor ekonomie a mezinárodních vztahů na Princetonské univerzitě. V roce 2015 obdržel Nobelovu cenu za ekonomii za analýzu spotřeby, chudoby a blahobytu.

## Život
Angus Deaton se narodil v Edinburghu ve Skotsku. Na Edinburgh vzpomíná jako „dost pochmurné místo“, proto našel únik v knihách o Indii a dalších vzdálených místech. Miloval také přírodu a mnoho odpolední trávil hraním si v The Meadows, velkém otevřeném prostoru, který byl poté přeměněn zpět na park z přídělů, na kterém byli lidé během druhé světové války nuceni „Kopat za vítězství“, což skončilo několik dní předtím, než se Deaton narodil. V devíti letech se Deaton a jeho rodina přestěhovali do malé vesnice poblíž skotsko-anglických hranic, kde upoutal pozornost svých učitelů v místní škole. To bylo velkým povzbuzením pro jeho rodiče, zejména pro jeho otce, kterému nebylo dovoleno navštěvovat střední školu, ale i přesto se díky večerním kurzům stal stavebním inženýrem a plně podporoval vzdělání svého syna. 
Navštěvoval střední školu v Hawick a poté Fettes college jako vědecký pracovník nadace, pracoval v hoteluPortmeirion v létě roku 1964. Získal titul B.A., M.A. na Cambridgeské univerzitě a Ph.D. s prací z roku 1975 nazvanou Models of Consumer Demand and their Application to the United Kingdom pod vedením Richarda Stonea. V Cambridgi později působil jako pracovník na Fitzwilliam College a vědecký pracovník ve spolupráci s Richardem Stoneem a Terrym Barkerem na katedře aplikované ekonomie.
V roce 1976 nastoupil Deaton na univerzitu v Bristolu jako profesor ekonometrie. Během tohoto období dokončil významnou část své nejvlivnější práce. V roce 1978 se stal vůbec prvním držitelem Frischovy medaile, ceny udílené ekonometrickou společností každé dva roky za článek publikovaný v posledních pěti letech v Econometrica. V roce 1980 byl v časopise The American Economic Review publikován článek o tom, jak poptávka po různých spotřebních statcích závisí na cenách a příjmech. Tento dokument byl od té doby oslavován jako jeden z dvaceti nejvlivnějších článků publikovaných v časopise za sto let.
V roce 1983 přešel z Univerzity v Bristolu na Princeton. V současné době je profesorem ekonomie a mezinárodních vztahů na Princetonské škole pro veřejné a mezinárodní záležitosti a katedře ekonomie v Princetonu. Od roku 2017 je jmenován prezidentským profesorem ekonomie na Univerzitě Jižní Kalifornie. Je držitelem britského i amerického občanství.
V roce 2015 Deaton získal Nobelovu cenu za ekonomické vědy. Deaton byl „potěšen“ a popisoval sebe jako „někoho, kdo se zajímá o chudé lidi světa a o to, jak se lidé chovají a co jim dává dobrý život“. Královská švédská akademie věd uvedla, že hospodářskou politiku určenou ke snížení chudoby lze navrhnout až poté, co budou pochopeny volby spotřeby jednotlivců, a řekl: „Angus Deaton toto chápání vylepšil více než kdokoli jiný. Propojením podrobných individuálních možností a souhrnných výsledků, jeho výzkum pomohl transformovat oblasti mikroekonomie, makroekonomie a rozvojové ekonomiky.“ Deaton je také autorem „Letters from America“, populárního pololetního příspěvku v Royal Economic Society.
Dle Deatona hraje zásadní roli v blahobytu lidí spotřeba zboží a služeb. Pochopení těchto vztahů je zásadní pro navrhování hospodářské politiky. Angus Deaton zkoumal, jak spotřeba jednotlivců souvisí s ekonomickým rozvojem společnosti jako celku. Jeho výzkum se zabývá tím, jak spotřeba závisí na cenách. Spotřebu dává do vztahu s úsporami a příjmy a na tom ukazuje, jak lze údaje o spotřebě použít k analýze blahobytu, chudoby a ekonomického rozvoje.
V roce 1980 se poprvé proslavil díky své teorií AIDS (Almost Ideal Demand System, česky Téměř ideální poptávkový systém). Dále se zasloužil o metodologii v klasifikaci chudoby.

## Věda

### Téměř ideální systém poptávky
Deatonovo první dílo, které ho proslavilo, byla teorie Téměř ideálního systému poptávky (AIDS = almost ideal demand system). To vyvinul společně s Johnem Muellbauerem a publikoval ho v roce 1980 v The American Economic Review (AER). Jako model spotřebitelské poptávky poskytuje aproximaci první objednávky s jakýmkoli systémem poptávky, který splňuje axiomy objednávek, agreguje se nad spotřebiteli, aniž by se odvolává na paralelní lineární Křivky Engel, je v souladu s rozpočtovými omezeními a lze jej snadno odhadnout.
Podle přezkoumání amerického ekonomického přezkumu dokument zavádí praktický systém rovnic poptávky, které jsou v souladu s maximalizací preferencí a mají dostatečnou flexibilitu, aby podpořily úplnou analýzu dobrých životních podmínek politik, které mají dopad na spotřebitele. Tento příspěvek byl publikován jako jeden z dvaceti nejlepších publikovaných děl v AER (American Economic Review).

### Nemocnost a úmrtnost v 21. století
V roce 2015 Deaton a Anne Case publikovali ve vědeckém časopise Proceedings of the National Academy of Sciences článek s názvem „Rostoucí nemocnost a úmrtnost ve středním věku mezi bílými nehispánskými Američany ve 21. století“. V tomto článku zdůrazňují rostoucí úmrtnost ze všech příčin mezi bílými nehispánskými Američany středního věku v posledním desetiletí. Jak ukázala jejich zjištění, největší riziko k rostoucí míře úmrtnosti měli méně vzdělaní bílí ne-Hispánci. Dále zjistili, že zvyšující se úmrtnost bílých ne-Hispánců lze klasifikovat jako „úmrtí zoufalství“, protože mezi nejčastější příčiny úmrtí se řadily otravy drogami a alkoholem, sebevraždy, chronická onemocnění jater a cirhóza. Nakonec poznamenali, že rostoucí míra úmrtnosti byla doprovázena rostoucí mírou nemocnosti, zejména poklesy fyzického a duševního zdraví a schopnosti vykonávat činnosti každodenního života, dále také nárůstem pracovní neschopnosti. K vysvětlení jejich zjištění Case a Deaton poukazují na rostoucí dostupnost a zneužívaní opioidů:
Větší dostupnost opioidových receptů na bolesti, která započala na konci 90. let 20. století, byla všeobecně známá, stejně jako související úmrtnost. CDC odhaduje, že na každé úmrtí proti bolesti na předpis v roce 2008 bylo 10 hospitalizací kvůli zneužití látky, 32 návštěv pohotovostních oddělení kvůli nesprávnému použití nebo zneužití, 130 lidí, kteří byli zneužívajícími nebo závislými a 825 nelékařských spotřebitelů. Závislosti se obtížně léčí a bolest se těžko ovládá, takže ti, kteří jsou v současnosti ve středním věku, mohou být „ztracenou generací“, jejíž budoucnost je méně jasná než u jejich předchůdců.
V návaznosti na předchozí práci získali Case a Deaton finanční prostředky od Národního institutu pro stárnutí prostřednictvím Národního úřadu pro ekonomický výzkum jako podporu rozsáhlejší studie, která byla publikována v roce 2017 pod názvem Mortality and Morbidity in the 21st Century. Při rozšiřování výzkumu zjistili, že hodnoty úmrtnosti u vzdělaných bílých nehispánců začala opět klesat, i když v případě nevzdělaných bílých nehispánců pokračovala v růstu. Ve stejné chvíli, hodnoty Hispánců a černých obyvatel nadále úmrtnost klesala bez ohledu na vzdělanost. Další zjištění bylo, že současné zdroje neměly žádný vliv na hodnotu úmrtnosti a že zhoršující se možnosti v oblasti zaměstnání pro nevzdělané bílé nehispánce posouvaly vpřed několik kumulativních nevýhod pro lidi ve středním věku, jako například zhoršující se manželství, výsledky dětí a celkově na zdraví.
V důsledku tohoto výzkumu se Case domníval, že fyzická a psychická tíseň může být prospěšná pro kandidáty jako jsou Donald Trump a Bernie Sanders. Stejně tak Washington post a Gallup Pull ukázaly sílu korelace mezi podporou Donalda Trumpa a vyšší mírou úmrtnosti.

## Uznání a ocenění
1978 - Frischova medaile (uděleno ekonometrickou společností)
2007 - zvolen prezidentem Americké hospodářské asociace
2011 - oceněn nadační cenou BBVA hranice znalostí v oblasti ekonomie, financí a managementu - za základní příspěvky k teorii spotřeby, úspor a měření ekonomické pohody.
2014 - zvolen do americké filosofické společnosti
2015 - zvolen jako člen Národní akademie věd
2015 - Nobelova cena za ekonomické vědy - za analýzu spotřeby, chudoby a blahobytu
2016 - pasován na rytíře v královniných narozeninových vyznamenáních za služby v oblasti výzkumu v ekonomice a mezinárodních záležitostech
2016 - Uveden na seznam 50 politických průvodců, myslitelů, činitelů a vizionářů transformující americkou politiku v roce 2016

## Díla
- Deaton, Angus; Muellbauer, John (1980). Economics and Consumer Behavior. New York: Cambridge University Press. ISBN 0521228506.
- Deaton, Angus. (1981). Essays in the Theory and Measurement of Consumer Behaviour. New York: Cambridge University Press. ISBN 9780521067553.
- Deaton, Angus (1992). Understanding Consumption. Clarendon Lectures in Economics. Oxford: Clarendon Press. ISBN 0198287593.
- Deaton, Angus (1997). The Analysis of Household Surveys: A Microeconometric Approach to Development Policy. Baltimore: Johns Hopkins University Press for the World Bank. ISBN 0801852544.
- Deaton, Angus (2001). Health, inequality and economic development.
- Deaton, Angus; Zaidi, Salman. (2002). Guidelines for Constructing Consumption Aggregates for Welfare Analysis. New York: World Bank Press. ISBN 0821349902.
- Deaton, Angus; Kozel, Valerie, eds. (2005). The Great Indian Poverty Debate. New Delhi: Macmillan India Ltd. ISBN 9781403926449.
- Deaton, Angus (2013). The Great Escape: Health, Wealth, and the Origins of Inequality. Princeton: Princeton University Press. ISBN 9780691153544.
- Case, Anne; Deaton, Angus (2020). Deaths of Despair and the Future of Capitalism. Princeton University Press. ISBN 978-0691190785.